# المصارعة في الألعاب الأولمبية الصيفية 1952
في الألعاب الأولمبية الصيفية لعام 1952، تم التنافس على 16 مسابقة مصارعة.
كانت هناك ثماني فصول في المصارعة اليونانية الرومانية وثمانية فصول في المصارعة الحرة. عقدت الأحداث الأولمبية على مسرح المركب الرياضي لعاصمة فلندا هلسنكي، بملعب هلسنكي الأولمبي.

## تقديم عام عن دورة هلسينكي
أقيمت من 19 يوليو حتى 3 أغسطس 1952 باشتراك 3925 لاعبا ولاعبة (518 لاعبة) من 69 دولة تنافسوا في 149 مسابقة ضمن 17 لعبة.

## ملخص الميداليات

### المصارعة اليونانية الرومانية
| Event                     | الذهبية                            | الفضية                               | البرونزية                         |
| ------------------------- | ---------------------------------- | ------------------------------------ | --------------------------------- |
| وزن الذبابة               | Boris Gurevich (الاتحاد السوفيتي)  | Ignazio Fabra (إيطاليا)              | Leo Honkala (فنلندا)              |
| وزن الديك                 | Imre Hódos (المجر)                 | زكريا شهاب (لبنان)                   | Artem Teryan (الاتحاد السوفيتي)   |
| وزن الريشة                | Yakov Punkin (الاتحاد السوفيتي)    | Imre Polyák (المجر)                  | عبد العال راشد (مصر)              |
| الوزن الخفيف              | Shazam Safin (الاتحاد السوفيتي)    | Gustav Freij (السويد)                | Mikuláš Athanasov (تشيكوسلوفاكيا) |
| الوزن المعتدل-وزن الويلتر | Miklós Szilvásy (المجر)            | غوستا أندرسون (السويد)               | خليل طه (لبنان)                   |
| الوزن المتوسط             | Axel Grönberg (السويد)             | Kalervo Rauhala (فنلندا)             | Nikolay Belov (الاتحاد السوفيتي)  |
| Light الوزن الثقيل        | Kelpo Gröndahl (فنلندا)            | Shalva Chikhladze (الاتحاد السوفيتي) | Karl-Erik Nilsson (السويد)        |
| الوزن الثقيل              | Johannes Kotkas (الاتحاد السوفيتي) | Josef Růžička (تشيكوسلوفاكيا)        | Tauno Kovanen (فنلندا)            |

### المصارعة الحرة
| Event                     | الذهبية                                      | الفضية                                | البرونزية                          |
| ------------------------- | -------------------------------------------- | ------------------------------------- | ---------------------------------- |
| وزن الذبابة               | Hasan Gemici (تركيا)                         | Yushu Kitano (اليابان)                | Mahmoud Mollaghasemi (إيران)       |
| وزن الديك                 | Shohachi Ishii (اليابان)                     | Rashid Mammadbeyov (الاتحاد السوفيتي) | Khashaba Dadasaheb Jadhav (الهند)  |
| وزن الريشة                | Bayram Sit (تركيا)                           | Nasser Givehchi (إيران)               | جوزيه هينسون (الولايات المتحدة)    |
| الوزن الخفيف              | Olle Anderberg (السويد)                      | جاي توماس إيفانز (الولايات المتحدة)   | Jahanbakht Tofigh (إيران)          |
| الوزن المعتدل-وزن الويلتر | ويليام سميث (مصارع رياضي) (الولايات المتحدة) | بير برلين (السويد)                    | Abdollah Mojtabavi (إيران)         |
| الوزن المتوسط             | David Tsimakuridze (الاتحاد السوفيتي)        | غلام رضا تختي (إيران)                 | György Gurics (المجر)              |
| Light الوزن الثقيل        | Viking Palm (السويد)                         | Henry Wittenberg (الولايات المتحدة)   | Adil Atan (تركيا)                  |
| الوزن الثقيل              | Arsen Mekokishvili (الاتحاد السوفيتي)        | Bertil Antonsson (السويد)             | Kenneth Richmond (بريطانيا العظمى) |

## الدول المشاركة
تنافس ما مجموعه 244 مصارعًا من 37 دولة في ألعاب هلسنكي:
- الأرجنتين (5)
- أستراليا (4)
- النمسا (3)
- بلجيكا (8)
- كندا (4)
- تشيكوسلوفاكيا (3)
- الدنمارك (5)
- مصر (12)
- فنلندا (16)
- فرنسا (10)
- ألمانيا (8)
- بريطانيا العظمى (6)
- اليونان (3)
- غواتيمالا (3)
- المجر (12)
- الهند (4)
- إيران (8)
- جزيرة أيرلندا (1)
- إيطاليا (14)
- اليابان (5)
- كوريا الجنوبية (1)
- لبنان (4)
- لوكسمبورغ (3)
- المكسيك (5)
- النرويج (7)
- الفلبين (1)
- بولندا (5)
- رومانيا (7)
- جنوب إفريقيا (5)
- الاتحاد السوفيتي (6)
- السويد (1)
- سويسرا (5)
- تركيا (15)
- الولايات المتحدة (8)
- فنزويلا (3)
- يوغوسلافيا (3)[2]